# Onthophagus possoi
Onthophagus possoi är en skalbaggsart som beskrevs av Walter 1982. Onthophagus possoi ingår i släktet Onthophagus och familjen bladhorningar. Inga underarter finns listade i Catalogue of Life.